# Телявкино
Телявкино — деревня в Рославльском районе Смоленской области России. Входит в состав Жарынского сельского поселения. Население — 9 жителей (2007 год). 
Расположена в южной части области в 18 км к юго-востоку от Рославля, в 10 км южнее автодороги А141 Орёл — Витебск, на берегу реки Кочевка. В 14 км северо-восточнее деревни расположена железнодорожная станция Любестово на линии Рославль — Брянск. 

## История
В годы Великой Отечественной войны деревня была оккупирована гитлеровскими войсками в августе 1941 года, освобождена в сентябре 1943 года.